# Изотрия
Изо́трия (лат. Isótria) — род травянистых растений подсемейства Ванильные (Vanilloideae) семейства Орхидные (Orchidaceae).
Название рода происходит от греч. ίσος — «равный» и τρία — три, вероятно относится к трём одинаковым по размеру и форме чашелистикам.

## Биологическое описание
Многолетние травянистые растения с мясистыми полыми гладкими стеблями.
Листья в количестве пяти (реже от двух до шести).
Цветки желтовато-зелёного, белого, жёлтого или сиреневатого цвета, чашелистики равные, линейно-ланцетовидной или ланцетовидной формы. Лепестки ланцетовидной, эллиптическо-яйцевидной или эллиптическо-ланцетовидной формы.
Плоды эллипсоидно-цилиндрической формы. Семена 1,2×0,2 мм.

## Таксономия
В роде описано всего два вида:
- Isotria medeoloides (Pursh) Raf. 1838 — Изотрия медеоловая
- Isotria verticillata (Muehl. ex Willd.) Raf. 1808